# Gran Premio d'Europa 1984
Il Gran Premio d'Europa 1984 è stata la quindicesima gara del Campionato mondiale di Formula 1 1984. Si è corsa domenica 7 ottobre sul circuito del Nürburgring. La gara è stata vinta dal francese Alain Prost su McLaren-TAG Porsche; per il vincitore si trattò del quindicesimo successo nel mondiale. Ha preceduto sul traguardo il pilota italiano Michele Alboreto su Ferrari e il brasiliano Nelson Piquet su Brabham-BMW.

## Vigilia

### Sviluppi futuri
Il 24 settembre la Michelin, che riforniva le gomme a McLaren, Renault, Brabham, Toleman e Ligier, annunciò la sua decisione di abbandonare il campionato di F1 al termine della stagione. La Brabham, già in alcuni test preliminari al Nürburgring, aveva utilizzato delle gomme della Pirelli, con cui la scuderia britannica firmò poi un accordo triennale.
Niki Lauda prolungò il suo accordo con la McLaren anche per il 1985; ciò portò alla conferma di Patrick Tambay alla Renault. Alla Lotus, oltre al già annunciato Ayrton Senna, venne confermato Elio De Angelis.
Il 3 ottobre la Commissione F1 della FISA rese note le modifiche regolamentari per la stagione 1985. Venivano vietati il raffreddamento del carburante, le pinne al termine degli alettoni e veniva imposto l'obbligo del crash test per la parte anteriore della monoposto. La Federazione fece circolare anche la prima bozza di calendario per il 1985. La stagione sarebbe iniziata il 23 marzo, con una gara a Dallas, e si sarebbe conclusa il 26 ottobre in Sudafrica. La novità era una gara a New York, il 22 settembre, e il ritorno del Gran Premio di Germania al Nürburgring.

### Analisi per il campionato piloti
Niki Lauda comandava la classifica dei piloti, con 10,5 punti di vantaggio su Alain Prost (prima che il 9 ottobre, dopo la gara al Nürburgring, la FISA decidesse di redistribuire i punti colti dai piloti della Tyrrell, che era stata già esclusa dal campionato per irregolarità tecnica, cosa che aggiunse un punto a Prost). Lauda si sarebbe aggiudicato il titolo piloti se Prost non avesse guadagnato più di un punto sull'austriaco. Lauda si sarebbe laureato campione se:
- fosse giunto davanti a Prost;
- fosse giunto quarto, con Prost non fra i primi due;
- fosse giunto quinto con Prost non meglio di quarto;
- fosse giunto sesto con Prost non meglio di quinto;
- Prost non fosse giunto a punti.

La McLaren si era già aggiudicata il campionato riservato ai costruttori.

### Aspetti tecnici
La Renault presentò dei freni in carbonio della SEP e testò un sistema di iniezione elettronica. Alla Brabham Nelson Piquet ebbe a disposizione con un nuovo alettone anteriore, mentre l'Arrows ottenne une evoluzione del motore BMW, che veniva usata dalla Brabham già da alcune gare. La Ligier fece esordire il modello JS23B, per il solo Andrea De Cesaris. Questa vettura possedeva delle nuove sospensioni push rod, pontoni alti e una carrozzeria modificata. Anche la Ferrari presentò delle modifiche alla sua C4. Nella scuderia di Maranello Ildo Renzetti prese il posto di Mauro Forghieri quale responsabile del settore motori.

### Aspetti sportivi
Dopo il grave incidente che subì Lauda nell'edizione del Gran Premio di Germania 1976, la F1 non era più tornata al Nürburgring. Il nuovo tracciato misurava 4,5 km, contro gli oltre 22 della vecchia versione. La nuova configurazione manteneva in pratica solo il rettilineo d'arrivo rispetto alla Nordschleife. Il tracciato venne trovato molto moderno e sicuro dai piloti, ma anche alquanto asettico. Il vecchio tracciato aveva ospitato 22 edizioni del Gran Premio di Germania, mentre l'intitolazione di Gran Premio d'Europa, nel 1983, era spettata a una gara disputata sul tracciato britannico di Brands Hatch. Il titolo onorifico di Gran Premio d'Europa era spettato a edizioni del Gran Premio di Germania, disputate al Nürburgring: nel 1954, 1961, 1968 e 1974.
L'inserimento di una gara mondiale di F1 al Nürburgring fu possibile solo dopo una lunga genesi. L'8 dicembre 1983 Bernie Ecclestone, infatti, dopo che la FISA aveva fatto circolare le prime bozze del calendario per il 1984, firmò col sindaco di Fuengirola l'accordo per portare il Gran Premio di Spagna nuovamente nel campionato, su un tracciato disegnato tra le vie della città spagnola, da disputarsi il 7 ottobre, in luogo del Gp d'Europa. L'accordo aveva durata di 5 anni. In realtà, pochi giorni dopo, la FISA confermò lo svolgimento del Gran Premio d'Europa, nella data prevista. A fine dicembre Ecclestone annunciò un nuovo accordo, per lo svolgimento del un Gran Premio d'Ungheria, sempre per la data del 7 ottobre. La gara spagnola venne indicata come prima riserva, dalla Federazione Internazionale.
Il 1º febbraio 1984 la FOCA perfezionò l'accordo con gli organizzatori del Gp di Spagna, spostandolo al 21 ottobre, liberando la data per la gara al Nürburgring  La gara spagnola, tra l'altro, non si concretizzò.
La Toleman e Ayrton Senna trovarono un accordo per far terminare la stagione al brasiliano. Stefan Johansson venne confermato sulla seconda vettura della scuderia britannica, firmando anche un accordo per due anni. Alla Spirit Mauro Baldi riprese il suo volante, sostituendo Huub Rothengatter. La Spirit cercò di iscrivere anche una vettura per il pilota francese di Formula 2 Pascal Fabre, a cui la FISA però nego la Superlicenza.
All'ATS il patron Gunther Schmidt decise di affidare l'unica monoposto presente a Gerhard Berger, al posto di Manfred Winkelhock. Quest'ultimo si presentò al circuito minacciando di far sequestrare il materiale della scuderia, non essendo ancora stato pagato il suo stipendio. La scuderia versò l'importo presso un tribunale di Mannheim. La presenza di Winkelhock era però legata alla fornitura dei motori BMW; la casa bavarese decise così di togliere l'appoggio alla ATS per il 1985.

## Qualifiche

### Resoconto
Nelson Piquet fu il più veloce della sessione del venerdì, che fu caratterizzata dalla pioggia che si abbatté sul tracciato pochi minuti prima dell'inizio della sessione di qualifica. Il brasiliano chiuse in 1'18"871, davanti ad Alain Prost, staccato di circa due decimi, e Patrick Tambay, staccato di circa sette. L'altro pilota della McLaren, Niki Lauda, e contendente al titolo, chiuse solo col quindicesimo tempo. Le vetture inglesi furono penalizzate da molti problemi tecnici: già nelle prove libere un problema al cambio e alla centralina elettronica avevano limitato a soli 4 giri la presenza di Lauda in pista. Al pomeriggio i tecnici della McLaren dovettero sostituire le turbine alla vettura di Prost, che così poté sfruttare solo gli ultimi minuti di sessione, mentre sulla vettura di Lauda proseguirono i guai elettrici. La giornata alla McLaren fu particolarmente tribolata, con l'ingegnere di pista di Prost, Alan Jenkens, che a causa di un diverbio con gli addetti alla sicurezza del tracciato rischiò anche l'arresto; solo l'intervento di Niki Lauda, come traduttore, permise di sistemare la questione e di consentire a Jenkens a proseguire nel suo lavoro. Problemi tecnici alle turbine limitarono anche la competitività di Elio De Angelis.
Le Ferrari chiusero con quinto e sesto tempo ma René Arnoux ottenne le velocità di punta più alte.
La pioggia del sabato non consentì ai piloti di migliorare i tempi del venerdì. Piquet ottenne così l'ottava pole position della stagione, accompagnato in prima fila da Prost, mentre Lauda era relegato in ottava fila. L'austriaco aveva però a disposizione, per turnazione con Prost, due vetture, che preparò una per la gara in caso di pioggia e una per gara in caso di pista asciutta. Tra l'altro Lauda fu il più rapido nelle libere del sabato, e ottenne il secondo tempo, alla spalle di Elio De Angelis in quelle ufficiali del pomeriggio.

### Risultati
I risultati delle qualifiche furono i seguenti:
| Pos | Nº | Pilota             | Costruttore         | Tempo    | Griglia |
| --- | -- | ------------------ | ------------------- | -------- | ------- |
| 1   | 1  | Nelson Piquet      | Brabham-BMW         | 1'18"871 | 1       |
| 2   | 7  | Alain Prost        | McLaren-TAG Porsche | 1'19"175 | 2       |
| 3   | 15 | Patrick Tambay     | Renault             | 1'19"499 | 3       |
| 4   | 6  | Keke Rosberg       | Williams-Honda      | 1'20"652 | 4       |
| 5   | 27 | Michele Alboreto   | Ferrari             | 1'20"910 | 5       |
| 6   | 28 | René Arnoux        | Ferrari             | 1'21"180 | 6       |
| 7   | 16 | Derek Warwick      | Renault             | 1'21"571 | 7       |
| 8   | 12 | Nigel Mansell      | Lotus-Renault       | 1'21"710 | 8       |
| 9   | 22 | Riccardo Patrese   | Alfa Romeo          | 1'21"937 | 9       |
| 10  | 2  | Teo Fabi           | Brabham-BMW         | 1'22"206 | 10      |
| 11  | 18 | Thierry Boutsen    | Arrows-BMW          | 1'22"248 | 11      |
| 12  | 19 | Ayrton Senna       | Toleman-Hart        | 1'22"439 | 12      |
| 13  | 23 | Eddie Cheever      | Alfa Romeo          | 1'22"525 | 13      |
| 14  | 5  | Jacques Laffite    | Williams-Honda      | 1'22"613 | 14      |
| 15  | 8  | Niki Lauda         | McLaren-TAG Porsche | 1'22"643 | 15      |
| 16  | 17 | Marc Surer         | Arrows-BMW          | 1'22"708 | 16      |
| 17  | 26 | Andrea De Cesaris  | Ligier-Renault      | 1'23"034 | 17      |
| 18  | 31 | Gerhard Berger     | ATS-BMW             | 1'23"116 | 18      |
| 19  | 25 | François Hesnault  | Ligier-Renault      | 1'23"322 | 19      |
| 20  | 24 | Piercarlo Ghinzani | Osella-Alfa Romeo   | 1'24"699 | 20      |
| 21  | 10 | Jonathan Palmer    | RAM-Hart            | 1'25"050 | 21      |
| 22  | 30 | Jo Gartner         | Osella-Alfa Romeo   | 1'26"156 | 22      |
| 23  | 11 | Elio De Angelis    | Lotus-Renault       | 1'26"161 | 23      |
| 24  | 21 | Mauro Baldi        | Spirit-Hart         | 1'28"137 | 24      |
| 25  | 9  | Philippe Alliot    | RAM-Hart            | 1'30"259 | 25      |
| 26  | 20 | Stefan Johansson   | Toleman-Hart        | 1'41"178 | 26      |

## Warm up
Nel corso del warm up Alain Prost terminò con la sua monoposto, dopo un testacoda, fuori pista all'ultima curva. Il francese danneggiò la sua vettura, ma si rifiutò di passare al muletto. La scuderia fu comunque capace di riparare la monoposto per la gara. Niki Lauda, l'altro pilota della McLaren, ottenne invece il miglior tempo di sessione.

## Gara

### Resoconto
Alla domenica il cielo si presentò sereno, anche se la temperatura restava bassa. Al via Alain Prost prese subito la testa, passando Nelson Piquet, che dovette cedere la posizione anche a Patrick Tambay. Nelle retrovie Ayrton Senna, per evitare Eddie Cheever, finì contro la Williams di Keke Rosberg; si creò una carambola che coinvolse Gerhard Berger, che colpì a sua volta Marc Surer, che coinvolse Piercarlo Ghinzani e Teo Fabi. Solo quest'ultimo rimase in gara, aiutato dai commissari di gara.
Dopo i primi tre si piazzarono Derek Warwick, Michele Alboreto, René Arnoux, Riccardo Patrese ed Eddie Cheever. Al quinto giro Lauda, dopo aver passato le due Alfa Romeo nei primi giri, passò anche Arnoux ed entrò nella zona dei punti. L'austriaco si trovò poi alle spalle dell'altro ferrarista Alboreto, senza riuscire a passarlo.
Al diciannovesimo giro Alboreto tentò, a sua volta, di passare Warwick, favorendo così anche un tentativo di Lauda: le posizioni rimasero però congelate. Al ventiduesimo passaggio il trio Warwick-Alboreto-Lauda si trovò a doppiare Mauro Baldi. Il pilota della Spirit lasciò passare Warwick e Alboreto, ma non si avvide di Lauda, che per evitare il contatto finì in testacoda. L'austriaco fu però capace di proseguire il gran premio.
Al ventiseiesimo giro Elio De Angelis, che era settimo, abbandonò col turbo fuori uso, mentre al trentottesimo giro fu il turno del ritiro per Cheever, con un guasto alla pompa della benzina. Il motore della Renault di Tambay cominciò a essere meno performante, e ciò consentì a Piquet di scalare secondo al giro 43. Il francese venne poi passato da Warwick, Alboreto e Lauda. Tambay si fermò poi ai box, per ripartire dodicesimo. Il ritiro definitivo giunse al giro 39. Sull'altra Renault, quella di Warwick, si ruppe uno scarico, che permise ad Alboreto di ridurre le distanze, fino a conquistare la terza posizione, al giro 49.
Tre giri dopo lo scoppio del turbo della Lotus costrinse al ritiro Nigel Mansell, che partì in testacoda alla curva verso i box. Al giro 55 Lauda attaccò Warwick  alla curva 7, senza successo, prima che un errore del britannico all'ultima curva consentì a Lauda di passare quarto. Teo Fabi, decimo, con un problema al cambio, fu costretto al ritiro anche se pendeva su di lui una possibile squalifica per essere stato spinto dai commissari.
Al sessantaduesimo giro Nelson Piquet e Michele Alboreto, in lotta per il secondo posto, fecero segnare, nello stesso giro, il miglior giro della gara. Nello stesso giro si ritirò anche Warwick, mentre era quinto.
Solo all'ultimo giro terminò la lotta tra Piquet e Alboreto (il primo con problemi al cambio e il secondo con gli pneumatici rovinati), con il brasiliano che fu costretto a rallentare, per mancanza di carburante. Lo stesso problema si verificò, pochi metri prima del traguardo, anche per Alboreto. Il pilota italiano e quello brasiliano giunsero secondo e terzo, portando le loro vetture a zigzagare per usare le ultime gocce di benzina nel serbatoio, fermandosi poco dopo l'arrivo. Alain Prost, intanto, si era aggiudicato la gara, la sua quindicesima nel campionato mondiale di F1. Il sesto posto di Riccardo Patrese rappresenta l'ultimo arrivo a punti per una vettura Alfa Romeo in una gara del mondiale di F1.

### Risultati
I risultati del gran premio furono i seguenti:
| Pos | Nº | Pilota             | Costruttore         | Giri | Tempo/Ritiro            | Pos. Griglia | Punti |
| --- | -- | ------------------ | ------------------- | ---- | ----------------------- | ------------ | ----- |
| 1   | 7  | Alain Prost        | McLaren-TAG Porsche | 67   | 1h35'13"284             | 2            | 9     |
| 2   | 27 | Michele Alboreto   | Ferrari             | 67   | + 23"911                | 5            | 6     |
| 3   | 1  | Nelson Piquet      | Brabham-BMW         | 67   | + 24"922                | 1            | 4     |
| 4   | 8  | Niki Lauda         | McLaren-TAG Porsche | 67   | + 43"086                | 15           | 3     |
| 5   | 28 | René Arnoux        | Ferrari             | 67   | + 1'01"430              | 6            | 2     |
| 6   | 22 | Riccardo Patrese   | Alfa Romeo          | 66   | + 1 giro                | 9            | 1     |
| 7   | 26 | Andrea De Cesaris  | Ligier-Renault      | 65   | + 2 giri                | 17           |       |
| 8   | 21 | Mauro Baldi        | Spirit-Hart         | 65   | + 2 giri                | 24           |       |
| 9   | 18 | Thierry Boutsen    | Arrows-BMW          | 64   | Iniezione               | 11           |       |
| 10  | 25 | François Hesnault  | Ligier-Renault      | 64   | + 3 giri                | 19           |       |
| 11  | 16 | Derek Warwick      | Renault             | 61   | Surriscaldamento        | 7            |       |
| Rit | 30 | Jo Gartner         | Osella-Alfa Romeo   | 60   | Alimentazione           | 22           |       |
| Rit | 2  | Teo Fabi           | Brabham-BMW         | 57   | Cambio                  | 10           |       |
| Rit | 12 | Nigel Mansell      | Lotus-Renault       | 51   | Motore                  | 8            |       |
| Rit | 15 | Patrick Tambay     | Renault             | 47   | Alimentazione           | 3            |       |
| Rit | 23 | Eddie Cheever      | Alfa Romeo          | 37   | Alimentazione           | 13           |       |
| Rit | 9  | Philippe Alliot    | RAM-Hart            | 37   | Turbo                   | 25           |       |
| Rit | 10 | Jonathan Palmer    | RAM-Hart            | 35   | Turbo                   | 21           |       |
| Rit | 5  | Jacques Laffite    | Williams-Honda      | 27   | Motore                  | 14           |       |
| Rit | 11 | Elio De Angelis    | Lotus-Renault       | 25   | Turbo                   | 23           |       |
| Rit | 20 | Stefan Johansson   | Toleman-Hart        | 17   | Surriscaldamento        | 26           |       |
| Rit | 6  | Keke Rosberg       | Williams-Honda      | 0    | Incidente alla partenza | 4            |       |
| Rit | 19 | Ayrton Senna       | Toleman-Hart        | 0    | Incidente alla partenza | 12           |       |
| Rit | 17 | Marc Surer         | Arrows-BMW          | 0    | Incidente alla partenza | 16           |       |
| Rit | 31 | Gerhard Berger     | ATS-BMW             | 0    | Incidente alla partenza | 18           |       |
| Rit | 24 | Piercarlo Ghinzani | Osella-Alfa Romeo   | 0    | Incidente alla partenza | 20           |       |
| ES  | 34 | Pascal Fabre       | Spirit-Hart         |      | Iscrizione rifiutata    |              |       |

## Classifiche

### Piloti
| Pos. | Pilota             | Punti |
| ---- | ------------------ | ----- |
| 1    | Niki Lauda         | 66    |
| 2    | Alain Prost        | 62,5  |
| 3    | Elio De Angelis    | 32    |
| 4    | Nelson Piquet      | 28    |
| 5    | Michele Alboreto   | 27,5  |
| 6    | René Arnoux        | 27    |
| 7    | Derek Warwick      | 23    |
| 8    | Keke Rosberg       | 20,5  |
| 9    | Nigel Mansell      | 13    |
| 10   | Patrick Tambay     | 11    |
| 11   | Ayrton Senna       | 9     |
| 12   | Teo Fabi           | 9     |
| 13   | Riccardo Patrese   | 8     |
| 14   | Jacques Laffite    | 5     |
| 15   | Thierry Boutsen    | 5     |
| 16   | Eddie Cheever      | 3     |
| 17   | Andrea De Cesaris  | 3     |
| 18   | Stefan Johansson   | 3     |
| 19   | Piercarlo Ghinzani | 2     |
| 20   | Marc Surer         | 1     |

### Costruttori
| Pos. | Team                 | Punti |
| ---- | -------------------- | ----- |
| 1    | McLaren-TAG Porsche  | 128,5 |
| 2    | Ferrari              | 54,5  |
| 3    | Lotus-Renault        | 45    |
| 4    | Brabham-BMW          | 37    |
| 5    | Renault              | 34    |
| 6    | Williams-Honda       | 25,5  |
| 7    | Toleman-Hart         | 12    |
| 8    | Alfa Romeo           | 11    |
| 9    | Ligier-Renault       | 3     |
| 10   | Arrows-Ford Cosworth | 3     |
| 11   | Arrows-BMW           | 3     |
| 12   | Osella-Alfa Romeo    | 2     |